# António Bernardo da Costa Cabral

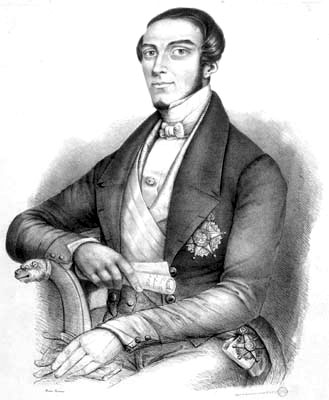
António Bernardo da Costa Cabral.

António Bernardo da Costa Cabral, 1e graaf en 1e markies van Tomar (Fornos de Algodres, 9 mei 1803 - Porto, 1 september 1889) was een beduidend Portugees politicus ten tijde van de monarchie en leider van de cartistische beweging. Hij was minister van Binnenlandse Zaken en premier van Portugal en regeerde het land autoritair met dictatorische volmachten.

## Levensloop
Costa Cabral volgde een opleiding van jurist aan de Universiteit van Coimbra, waarna hij militair werd.
Hij was een aanhanger van de liberalen en vond dat Portugal geregeerd moest worden door een constitutionele monarchie. Toen de absolutisten tijdens de heerschappij van koning Michaël I (1828-1834) de macht hadden, ging hij in ballingschap en een deel daarvan bracht hij door in het Verenigd Koninkrijk. Later ging hij naar het Azoreneiland Terceira, waar hij zich aansloot bij het leger dat samen met Peter IV diens broer Michaël tijdens de Miguelistenoorlog uit Portugal verdreef.
Na de overwinning van de liberalen werd Costa Cabral rechter op de Azoren en in 1835 afgevaardigde van de Cortes in Lissabon. In de Portugese hoofdstad heersten toen deels anarchistische toestanden en de strijd tussen de setembristen en cartisten verlamde het land. Oorspronkelijk was Costa Cabral een leider van de setembristen, maar later stapte hij over naar de cartisten en kon zo het vertrouwen winnen van koningin Maria II, de dochter van Peter IV.
Na de septemberrevolutie namen de setembristen in 1836 de Portugese macht over en in 1838 kwam er een nieuwe grondwet. Over deze ontwikkelingen waren de cartisten natuurlijk ontevreden. In de periode 1836-1838 wisselden cartistische opstanden af met tegenrevoltes van de Nationale Garde. Dit dreef de koningin ertoe om Costa Cabral in 1838 te benoemen tot burgerlijk gouverneur van Lissabon. Costa Cabral kon hierdoor de stabiliteit en de rust in het land met harde hand herstellen.
De laatste setembristische regeringen waren echter zeer zwak en de koningin maakte daarvan gebruik om Costa Cabral als belangrijke cartist in de regering op te nemen. In 1839 werd hij minister van Justitie en Geestelijke Aangelegenheden. In deze functie voerde hij een reeks beduidende hervormingen in.
In die periode was Costa Cabral een begeesterde aanhanger van de grondwetscharta van 1826. Hij was er ook van overtuigd dat de grondwet die de setembristen in 1838 aan Portugal gegeven hadden constant voor anarchie zou zorgen. In 1837 probeerden de leiders van de cartisten, João Carlos de Saldanha Oliveira e Daun en António José Severim de Noronha, om bij de opstand van de maarschalken de charta van 1826 opnieuw in te voeren, wat echter mislukt was. Deze mislukking had ervoor gezorgd dat Costa Cabral in feite de leider van de cartisten werd.
In januari 1842 ging hij naar Porto om er een staatsgreep tegen de setembristische regering in Lissabon te plegen. Deze staatsgreep slaagde en op 11 februari 1842 werd de charta van Peter IV opnieuw ingevoerd. Costa Cabral werd vervolgens minister van Binnenlandse Zaken in de autoritaire regering van António José Severim de Noronha. In feite had Costa Cabral eigenlijk de regeringsmacht in handen. De bestrijding van de katholieke kerk werd beëindigd en de relaties met de Kerkelijke Staat werden opnieuw hersteld. De Nationale Garde, die trouw was aan de setembristen, werd ontbonden, waarna Costa Cabral een nieuwe Nationale Garde oprichtte.
Tegen de autoritaire regeerstijl van Costa Cabral kwam er al snel verzet, maar hij had de steun van het hof. Sommige maatregelen die hij nam waren binnen de cartisten niet onomstreden, zoals zijn wet over de administratieve procedure (Código Administrativo), die Costa Cabral in 1842 in kracht stelde. Zijn eigen broer verzamelde rond hem de cartistische dissidenten, die samen met de setembristen en de miguelisten (aanhangers van de in ballingschap levende ex-koning Michaël) verbonden tegen zijn regeerstijl. In 1844 begonnen de tegenstanders van Costa Cabral in Almeida een opstand onder leiding van José Travassos Valdez. Na twee maanden werd de opstand echter onderdrukt. Costa Cabral, op 8 september 1845 geadeld werd als graaf van Tomar (vanaf 11 juli 1878 markies van Tomar), voelde zich door deze zege versterkt en verscherpte zijn dictatorische regeerstijl. In 1845 liet hij nieuwe verkiezingen uitschrijven, gekenmerkt door verkiezingsbedrog en geweld.
In 1846 kwam het onverwacht tot een nieuwe opstand, de opstand van Maria da Fonte, in de kazerne Minho. Deze opstand, die al gauw uitmuntte in straatgevechten in Minho, zorgde uiteindelijk voor een algemene opstand tegen Costa Cabral. Uiteindelijk keerde de opstand zich ook tegen de koningin. Maria II, geschrokken dat de gebeurtenissen, ontsloeg op 20 mei 1846 Costa Cobral en de rest van de regering en benoemde een gematigd setembristische regering onder leiding van Pedro de Sousa Holstein. Toen ze vond dat er terug genoeg rust in Portugal was, ontsloeg ze deze regering en benoemde ze opnieuw een cartistische regering onder leiding van João Carlos de Saldanha Oliveira e Daun. In Noord-Portugal ontstond er vervolgens een nieuwe opstand, die door António José Severim de Noronha onderdrukt werd.
De handelingen van de koningin zorgden voor een burgeroorlog. In Porto werd een setembristische tegenregering gevormd. Maria II, Saldanha en Severim de Noronha slaagden er niet in om de opstand via eigen krachten te onderdrukken. Daarop studeerde Maria Costa Cabral als ambassadeur naar Madrid om daar een Spaanse interventie te verkrijgen. Ook de Britten verklaarden bereid te zijn om in te grijpen bij de burgeroorlog. In juni 1847 werd de opstand overwonnen nadat de Spanjaarden en de Britten een interventie deden. Porto werd ingenomen en de leider van de setembristische tegenregering gearresteerd.
Na het einde van de burgeroorlog waagde de koningin niet om Costa Cabral tot premier te benoemen, omdat hij in Portugal uiterst impopulair was. Daarom bleef Saldanha premier van Portugal. Costa Cabral bleef in Madrid, om er zijn land als ambassadeur te dienen.
In 1849 vond de koningin dat de situatie in Portugal rustig genoeg was en haalde ze Costa Cabral terug naar Portugal. Saldanha werd ontslagen als premier en op 18 juni 1849 werd Costa Cabral tot premier genoemd. Deze gebeurtenissen zorgden ervoor dat de koningin veel kritiek verkreeg.
Costa Cabral, die zich weinig illusies maakte over zijn aanhang in Portugal, keerde enkel terug naar Lissabon omdat de koningin het hem gevraagd had. Saldanha, die ontslagen was als premier en als maarschalk van het hof, verbond zich met de tegenstanders van Costa Cabral. Vervolgens waren in Portugal heel wat schandalen over Costa Cabral: zo noemde een Londense krant Costa Cabral een rijke minnaar van de koningin. Nadat de Portugese monarchie Costa Cabral voor 99 jaar een landgoed verleende, zorgde dit voor een nieuw schandaal. Dit verzwakte Costa Cabral en hij kon zich ook niet verdedigen tegen het militaire talent van Saldanha. Saldanha had heel wat aanzien in het Portugese leger en bij een legeropstand in 1851 nam hij het opperbevel op zich. Dit zorgde ervoor dat Costa Cabral op 26 april 1851 aftrad als premier, wat Maria II erg tegen haar zin moest aanvaarden. Na een interim-regering van Severim de Noronha nam Saldanha het premierschap over en zou Portugal tot in 1856 met dictatorische volmachten regeren.
Na zijn abdicatie in april 1851 vluchtte Costa Cabral naar het Verenigd Koninkrijk. In februari 1852 keerde hij echter naar Lissabon terug. In de Portugese politiek werd hij niet meer actief, maar vertegenwoordigde wel zijn land als diplomaat. Zo was hij van 1859 tot 1861 ambassadeur in Brazilië. Vanaf 1862 was hij lid van de Staatsraad en de voorzitter van het Hoogste Beheertribunaal. In 1870 werd hij ambassadeur bij de Heilige Stoel in Rome. In die periode werd Rome veroverd door revolutionaire Italiaanse troepen. Costa Cabral, die al snel het vertrouwen had van paus Pius IX, voerde in diens opdracht de onderhandelingen van het Vaticaan met generaal Cadorna, de opperbevelhebber van de Italiaanse troepen.
Costa Cabral was eenmaal gehuwd en had met zijn vrouw vijf kinderen. Nadat zijn vrouw in 1885 overleed, stopte Costa Cabral als ambassadeur in Rome en trok zich terug op zijn landgoed in Napels. In 1889, toen hij zwaar ziek werd, keerde hij terug naar Portugal om er in hetzelfde jaar nog te sterven.
- Biblioteca Nacional de España: XX1234266
- Bibliothèque nationale de France: cb15068062k (data)
- Gemeinsame Normdatei: 118944207
- International Standard Name Identifier: 0000 0000 6663 228X
- Library of Congress Control Number: n97056256
- Système universitaire de documentation: 075431939
- Virtual International Authority File: 59373757
- WorldCat: E39PBJmhP96Q8fg7qTKMc8DyVC